# Peter II. (Aarberg)
Graf Peter II. von Aarberg (* um 1300; † vor 1372) war letzter regierender Graf von Aarberg aus der Seitenlinie Aarberg-Aarberg der Grafen von Aarberg. Er verkaufte aufgrund von Geldproblemen die Stadt Aarberg an Bern und wurde später Raubritter.

## Leben
Peter von Aarberg wurde um 1300 geboren. Er setzte 1319 seinen Vater Wilhelm gefangen, musste ihn aber nach einer Intervention der Berner wieder freilassen. Schnell erwarb er sich einen unrühmlichen Ruf. Anfangs stand er noch auf Seite Berns und half dieser Stadt im Gümmenenkrieg (1331–1333). Einige Jahre später gehörte er aber im Laupenkrieg (1337–1340) zu den lokalen gegen Bern verbündeten Adligen. Der Hauptmann von deren militärischem Aufgebot, Gerhard von Valangin, fand 1339 nach gelungenen Beutezügen bei Peter II. Unterschlupf. Deshalb wurde Aarberg von den Bernern belagert, konnte aber nicht eingenommen werden. Fünf Wochen später erfolgte die Schlacht bei Laupen. Als die Schlacht für die Gegner Berns verloren war, machte sich Peter II. mit dem Silbergeschirr aus den Adelszelten davon. Dann verwüstete er das Territorium des mit Bern verbündeten Murten und brannte das Dorf Kerzers mitsamt der Kirche nieder.
Als Feldhauptmann der Stadt Freiburg (1339/40) agierte Peter II. wenig erfolgreich und verlor daher nach nicht einmal einem Jahr Dienstzeit seine Stellung wieder. Im August 1340 söhnte er sich schließlich mit Bern aus.
Kaiser Karl IV. belehnte den Grafen Peter mit der Würde eines Reichsschultheissen von Solothurn.
Aufgrund hoher Schulden verpfändete Peter II. 1351 die Stadt Aarberg um 4000 Gulden an die Berner, womit die Stadt in den Einflussbereich der bernischen Herrschaft kam. Von Finanznöten getrieben überfiel er im Sommer 1366 im Gerichtsbezirk Romont einen Kaufmannszug und wurde als Raubritter in Abwesenheit zum Tode verurteilt. Er konnte aber nicht gefasst werden und entging so der Todesstrafe. Wegen seiner drückenden Schulden verkaufte er die Herrschaft Aarberg mit allem Zubehör 1367 – ohne vorher die Pfandschulden an Bern begleichen zu können – an seinen Vetter, Rudolf IV., Graf von Neuenburg zu Nidau, für 10'000 Gulden. Da dieser jedoch seinerseits bei der Stadt Bern verschuldet war, gab er den Bernern das eben Erkaufte als Pfand. Nach dessen Tod liess sich die Stadt Bern 1376 den Übergang Aarbergs in den eigenen Besitz von Kaiser Karl IV. bestätigen.
Seinen Lebensabend verbrachte Peter II. mit seiner zweiten Gattin Luquette von Greyerz, mit der er seit 1350 verheiratet war, auf der ihm noch verbliebenen einsamen Burg Illens an der Saane. Dort verstarb er verarmt spätestens 1372.

## Familienverhältnisse
Als Sohn des Wilhelm von Aarberg (ab 1270 erwähnt; † 1323) gehörte Peter II. der Seitenlinie Aarberg-Aarberg der Grafen von Aarberg an.
Er hatte zwei Söhne:
- Peter von Aarberg (* um 1350; † 9. Juli 1386), der als Habsburgischer Bannerträger in der Schlacht bei Sempach fiel.
- Wilhelm von Aarberg, der in Österreich Zuflucht – vermutlich als Geistlicher – suchte.

Am 21. Oktober 1360 besiegelte Graf Peter II. von Aarberg in Basel einen Vertrag für seinen Vetter 2. Grades, Graf Ludwig von Neuenburg († 1373), der darin für seine Tochter Verena († 1376/1384), Gemahlin des Grafen Egino III. von Freiburg, eine Ehesteuer von 4500 Florentiner Goldgulden verspricht. Peter wurde als erster der zahlreichen Bürgen aufgeführt und hängte sein Siegel als zweites von 26 gleich nach dem Neuenburger an die Urkunde.